# جائزة غرامي لأفضل تسجيل رقص
جوائز الغرامي لأفضل تسجيل رقص (بالإنجليزية:  Grammy Awards for best dance recording)‏  هي جائزة تقدمها الأكاديمية الوطنية لتسجيل الفنون والعلوم سنويا خلال حفل توزيع جوائز الغرامي.